# Драгомир Јашовић
Драгомир Јашовић (Пећ, 1937 — Београд, 25. август 2022) био је српски академски сликар, иконописац (фрескописац) и магистар.

## Биографија
Јашовић је добитник престижне награде „Балканика", грамате Патријарха Павла и других признања.
Усавршавао се у светским метрополама у којима и данас живе његова дела.
Осликао је и фрескописао на десетине цркава и манастира широм Србије, Грчке и Западне Европе.
Био је професор на „Академији за консервацију Београдског универзитета".
Осликао је 27 цркава и манастира и 52 копије угрожених фресака са Косова и Метохије, данас власништво Народног музеја.